# وود (لوئیزیانا)
وود (به انگلیسی: Wood) یک منطقهٔ مسکونی در ایالات متحده آمریکا است که در پریش ناچیتوکس، لوئیزیانا واقع شده‌است. وود ۴۶٫۰۳ متر بالاتر از سطح دریا واقع شده‌است.